# Isola di San Brandano

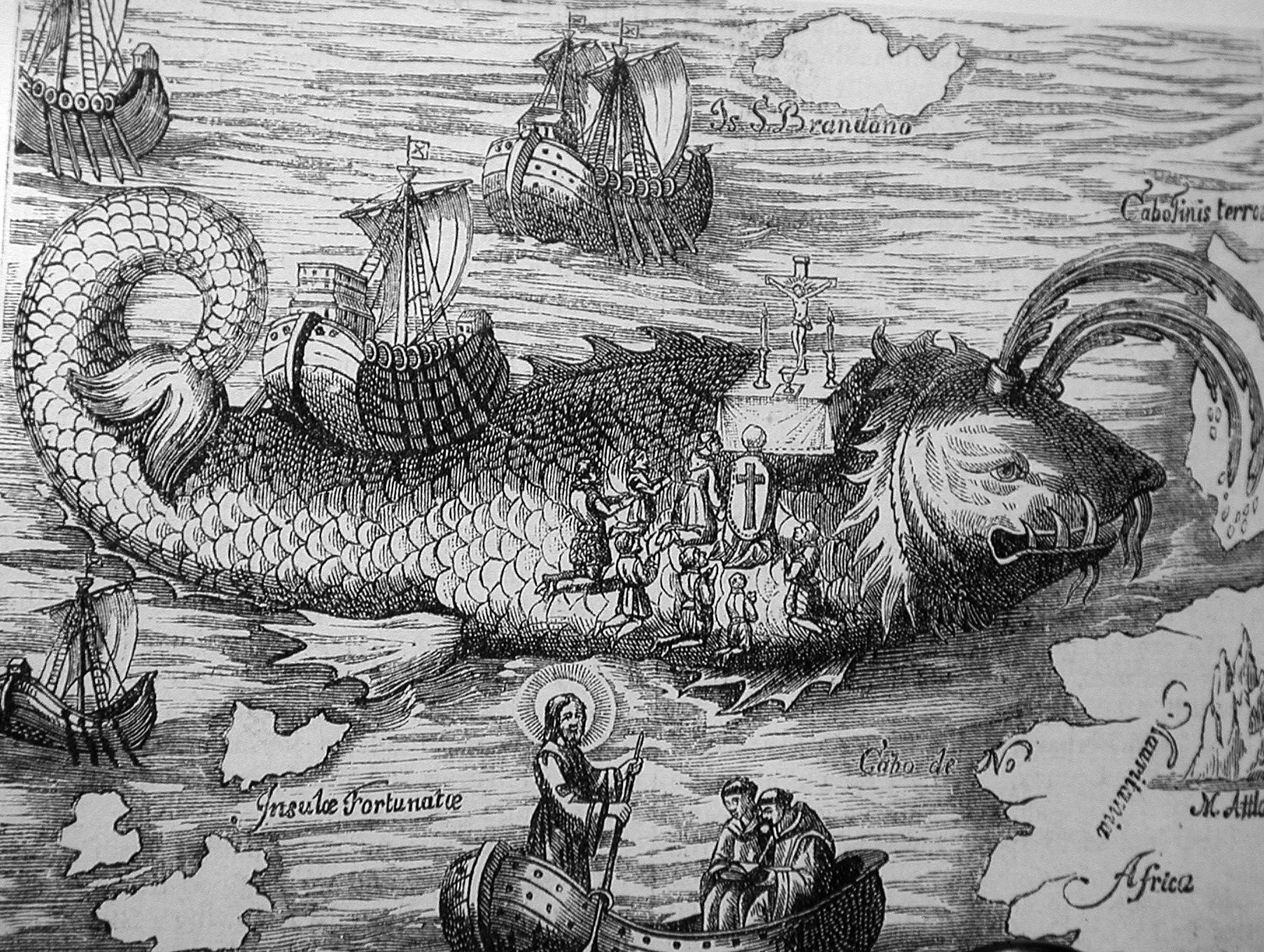
San Brandano e lo Zaratan.

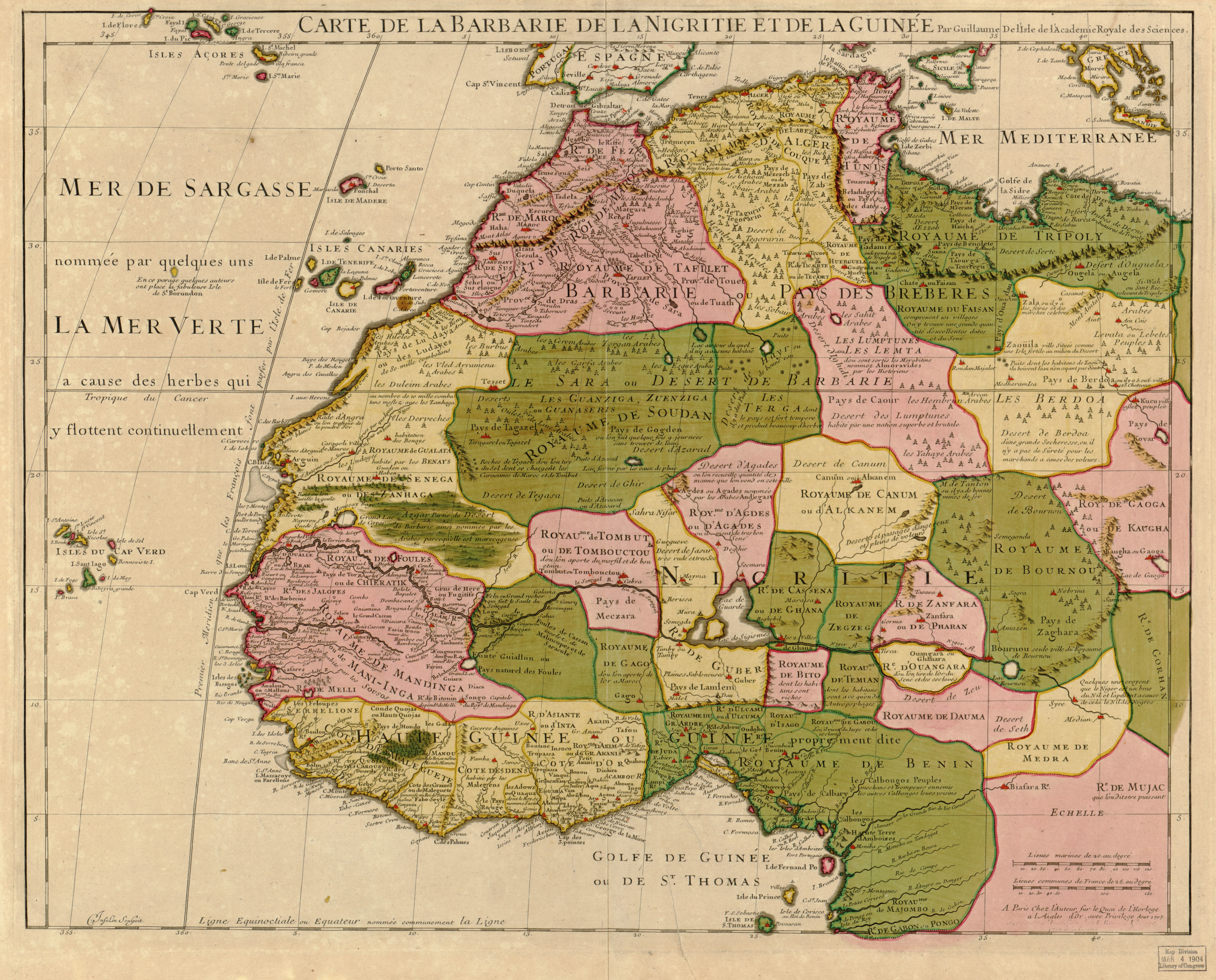
Mappa del 1707 dell'Africa nord-ovest, raffigurante l'Isola di San Brandano ad ovest delle isole Canarie.

L'isola di San Brandano è una mitica isola-pesce che si sarebbe trovata ad ovest del continente africano. Prende il nome dal monaco irlandese che vi sarebbe sbarcato durante la sua navigazione davanti alle coste dell'Europa, senza accorgersi di trovarsi sopra un'enorme balena. Il protagonista di questa storia leggendaria è san Brandano di Clonfert, da non confondersi con san Brendano di Birr, a lui coevo nonché amico.

## Letteratura
Si ritiene che il libro Navigatio sancti Brendani sia stato una delle fonti per la Divina Commedia di Dante Alighieri. Una versione tedesca della leggenda, Sant Brandon buch, è stata stampata da A. Sorg ad Augusta nel 1476, e l'isola di Sant Brandon ha ottenuto un posto sulle mappe.
Nonostante Vincenzo di Beauvais non credesse alla leggenda, rimase segnata nelle carte fino ai giorni di Ortelius (1570) e Mercatore; ancora nel tardo 1721 il Governatore delle Canarie ha mandato un vascello a cercare questa isola immaginaria. L'isola di San Brandano è associata generalmente con le Canarie, come sulla mappa di Hereford del 1280, ma l'Insulla Scti Brandani sive puellarum di Dulcert (1339) è situata molto a nord, mentre il San Brandany y ysole Pouzele del Pizzigani è situata molto più a ovest (1367). Nel Globo di Behaim l'Isola di San Brandano è identificata dall'iscrizione Jnfula de fant brandon con a fianco la seguente didascalia:
(Globo di Behaim)

## Cartografia
La sua posizione nella cartografia nautica varia. Alcuni planisferi medievali, senza pretese di precisione cartografica, la collocano nel mare che circonda i continenti, fuori dall'orbita abitata. Così, il mappamondo di Hereford, intorno al 1300, riportava al plurale le "Isole di San Brendano" come "Isole Fortunate": in latino Fortunatae insulae sex sunt insulae Se. brandani, "le sei isole della Fortuna sono le isole di San Brendano". Il mappamondo di Ebstorf, invece, si riferiva con "De imagine mundi" a un'isola perduta, scoperta da Brendano, ma che nessuno oltre a lui era riuscito a localizzare.
Nel mappamondo dei fratelli Pizigani (1367) e nel planisfero di Andrea Bianco (1448), l'isola di San Brendano si trova vicino alle Azzorre; la presunta mappa di Toscanelli (1474), che sarebbe stata nota a Cristoforo Colombo, la piazza a sud-ovest di Madeira; Martin Behaim, nel mappamondo costruito a Norimberga nel 1492, la situa in mezzo all'Atlantico; Leonardo Torriani, vicino alle Isole Canarie.
Nel XVI secolo, sia nell'atlante Theatrum Orbis Terrarum di Abraham Ortelius (1570), sia nello Speculum Orbis Terrae di Gerard e Cornelis de Jode (1578-1593), o nell'Atlas Cosmographicae di Gerardo Mercatore, l'Isola di San Brendano appare invariabilmente sopra il 50º parallelo nord, in mezzo all'Atlantico, tra le coste dell'Irlanda e Terranova e non lontano da altre isole leggendarie, come l'Hy-Brasil, situata a ovest e più vicina all'Irlanda. Ma non sono mancati gli studiosi che hanno localizzato l'isola nell'Oceano Indiano, come si può vedere in una carta geografica olandese del 1621 firmata Janbonius e in una francese del 1755.